# Journal of Near Eastern Studies
Das 1884 gegründete Journal of Near Eastern Studies, eine zunächst als Hebraica erschienene Fachzeitschrift, ist den Kulturen und der Geschichte des Nahen Ostens gewidmet, wobei ihr Zeitrahmen von der Urgeschichte bis zum Ende des Osmanischen Reiches 1922 reicht. Dabei liegen die Schwerpunkte des von der University of Chicago Press herausgegebenen Blattes einerseits auf der Assyriologie, der Ägyptologie, der Hethitologie, der Biblischen Geschichte und den dazugehörigen Fächern, andererseits auf den Islamwissenschaften mit Akzent auf der Zeit zwischen frühem und frühmodernem Islam. Demzufolge sind die in der Hauptsache vertretenen Disziplinen Geschichte und Sprachen, Religion und Literatur, Archäologie und Kunstgeschichte.
Anfangs lag der Schwerpunkt auf alttestamentlichen Studien, doch entsprechend dem veränderten Themenkreis wurde das Fachblatt 1895 in American Journal of Semitic Languages and Literatures umbenannt, nachdem es zunächst als Hebraica erschienen war. Den heutigen Titel erhielt das Blatt 1942.
Das Journal erscheint halbjährlich, wobei eine Zweiteilung in Fachartikel und Rezensionen erfolgt. Im Jahr 2022 lag der CiteScore bei 0,8. Unter 163 Zeitschriften der Kategorie General Arts and Humanities lag das Journal auf Platz 30.